# Jacques-Martin Hotteterre
Pour les articles homonymes, voir Hotteterre (homonymie).
Jacques-Martin Hotteterre, dit « le Romain », né le 29 septembre 1673 à Paris où il est mort le 16 juillet 1763, est un compositeur et flûtiste français.

## Biographie
Jacques-Martin Hotteterre est né le 29 septembre 1673,,,. Il est l’héritier d'une célèbre famille de facteurs d'instruments à vent originaire de La Couture en Normandie. La famille Hotteterre est connue pour avoir apporté de grandes innovations, vers 1670, à la facture des instruments à vent, notamment la flûte démontable en trois parties – cette invention n'est pas attribuable à un membre de la famille en particulier – et le hautbois, dont l'invention est créditée à son grand-père Jean. Jacques-Martin Hotteterre a sans doute été le plus doué de sa dynastie, avec son père Martin, facteur de flûtes renommé qui créa certaines pièces utilisées par Jean-Baptiste Lully.
Son surnom de « Romain » lui aurait été donné à la suite d'un séjour à Rome. Il est certainement à identifier avec lui le « Monsù Giacomo mastro di flauto » (Monsieur Jacques maître de flûte) documenté à la cour du marquis Francesco Maria Ruspoli à Rome d'octobre 1698 à juillet 1700.
Il entre en 1692 comme hautbois de la Grande Écurie, puis il cumule la charge de flûte de la chambre du Roy comme ordinaire. Il doit sa renommée à ses talents de flûtiste, instrument pour lequel il écrivit de très nombreuses pièces, complétant un répertoire peu étendu à l’époque (essentiellement des pièces pour flûtes et divers instruments de Marin Marais et de Michel de La Barre). Il était également apprécié et reconnu comme joueur de musette de cour, instrument qui avait été perfectionné par son père Martin.
Excellent fabricant, compositeur et musicien de grand talent, il a laissé à la postérité des œuvres telles que les Suites de pièces à deux flûtes (1712), Duo et rondeau (1708), etc., mais également des œuvres à caractère technique et pédagogique, telles que L'art de préluder sur la flûte traversière (1719), Principes de la flûte traversière ou flûte d'Allemagne, de la flûte à bec ou flûte douce et du hautbois (1707) dont plusieurs éditions existent, avec des traductions en flamand et en anglais de la même époque.
En 1728, il épouse, à Paris, Élisabeth-Geneviève Charpentier, fille d'un notaire et petite-fille d'un conseiller du Roi, dont la fortune, ajoutée à l'héritage de son père Martin, lui permet de se dispenser d'un travail manuel et de se consacrer entièrement à ses œuvres et à son enseignement.
Jacques Hotteterre meurt le 16 ou le 17 juillet 1763. Son fils Jean-Baptiste lui succède dans ses charges jusqu'à sa propre mort survenue en 1770. Sa fille Marie-Geneviève se marie à Claude Balbastre le 2 janvier 1763 en présence de Jean-Philippe Rameau et de Jean-Joseph Cassanéa de Mondonville.

## Hommage
Une rue « Jacques Hotteterre » est nommée en son hommage à La Couture-Boussey, berceau de la famille Hotteterre.
Son portrait se retrouve sur la façade du château d'eau à l'entrée de la ville.

## Œuvres
- Opus 1 : Principes de la flûte traversière, ou flûte d'Allemagne, de la flûte à bec ou flûte douce et du hautbois, divisez par traitez (1707)[9].
- Op. 2 : Premier livre de pièces pour la flûte traversière et autres instruments avec la basse (1708).
- Op. 3 : Sonates en trio pour les flûtes traversières et a bec, violon, hautbois (1712).
- Op. 4 : Première suitte de pièces suite de pièces à deux dessus, sans basse continue. Pour les flûtes-traversières, flûtes à bec, violes" (1712).
- Op. 5 : Deuxième livre de pièces pour la flûte traversière et autres instruments avec la basse (1715).
- Op. 6 : Deuxième suite de pièces à deux dessus pour les flûtes-traversières, flûtes à bec, violes, etc. avec une basse adjoutée et sans altération des dessus, laquelle on y pourra joindre pour le concert" (1717).
- Op. 7 : L'art de Préluder (1719).
- Op. 8 : Troisième suite de pièces à deux dessus (1722).
- Op. 9 : Concert de Rossignol (perdu).
- Op. 10 : Méthode pour la Musette contenant des principes, par un recueil d'airs et quelques préludes (1738).

- Airs et brunettes à deux et trois dessus avec la basse - Tirez des meilleurs autheurs (1721).
- Publication posthume de pièces pour flûte et basse continue de son frère Jean Hotteterre en 1722, avec une suite de Jacques-Martin.
- Arrangement de pièces de Robert Valentine pour deux flûtes.
- Édition de pièces de Francesco Torelio pour deux flûtes.
- Arrangement de trios d'Albinoni (perdu).